# Schlecker
Schlecker – niemiecka sieć sklepów drogeryjnych działająca w latach 1975–2012, założona w przez Antona Schleckera. Sieć oprócz Niemiec działała również na terenie innych państw Europy, m.in. w Polsce.

## Historia
23 stycznia 2012 roku złożony został wniosek o upadłość Anton Schlecker e.K., jak też spółek zależnych: Schlecker XL GmbH i Schlecker Home Shopping GmbH. Również w 2012 roku marka Schlecker zniknęła na całym świecie.
W Polsce, Belgii, Luksemburgu we Włoszech i Austrii sklepy przejął fundusz inwestycyjny TAP 09.

## Schlecker na świecie
Liczba sklepów w danym kraju:
- Niemcy 10 650
- Hiszpania 1184
- Austria 1152
- Włochy 230
- Francja 200
- Polska 177
- Czechy 151
- Holandia 112
- Portugalia 32
- Dania 30
- Belgia 26
- Węgry 21
- Luksemburg 18